# Amorce (pêche)
Pour les articles homonymes, voir amorce.
L'amorce est, dans le domaine de la pêche, un appât jeté ou déposé dans l'eau pour attirer le poisson près de l'hameçon. Elle est utilisée pour la pêche au coup, la pêche à la carpe ou dans d'autres types de pêche.
En milieu fermé ou dans une eau peu renouvelée, c'est une source de turbidité de l'eau, et potentiellement une source de pollution de l'eau (eutrophisation et anoxie à la suite de la décomposition des matières organiques qu'elles contiennent).

## Pêche au coup
L'amorce pour la pêche au coup peut être fabriquée à partir d'un mélange plus ou moins complexe de farine et de graines, de parfums, de sang, et parfois d'asticots ou vers de vase écrasés et autres matières (selon les « recettes »).

## Pêche à la carpe
L'amorce pour la pêche à la carpe peut être de type bouillettes, il est également possible d'utiliser de la farine spéciale, du maïs, des fèves ou encore des graines. Les bouillettes, disponibles dans une variété de saveurs et de tailles, sont particulièrement efficaces pour cibler les grandes carpes et peuvent être enrichies d'additifs tels que des huiles essentielles pour accroître leur attractivité. En complément, l'amorçage peut inclure des particules d'appâts comme du chènevis ou du lupin pour créer un tapis d'amorce et maintenir les poissons dans la zone de pêche. Adapter le choix de l'amorce en fonction de la température de l'eau et de la saison est crucial pour maximiser les chances de capture.

## Réglementation
L'utilisation d'amorce est réglementée. Il est par exemple interdit, en France d'utiliser :
- Les œufs de poissons (naturels ou artificiels, frais, de conserve ou mélangés) ;
- les poissons pour lesquels une taille minimum de capture est fixée par la réglementation en vigueur ou d'espèces protégées ou indésirables.
- Dans la pêche de première catégorie, les asticots et larves de diptères.